# Hideyuki Matsumura
Hideyuki Matsumura (松村 英之, 1930-1995) est un mathématicien japonais, très renommé pour ses livres de référence en algèbre commutative (Matsumura 1980) et (Matsumura 1987).
Il soutient sa thèse sous la direction de Yasuo Akizuki (en) à Kyoto en 1958.

## Publications
- Hideyuki Matsumura, Commutative Algebra, Reading, Massachusetts, The Benjamin/Cummings Publishing Company Inc., 1980, 313 p. (ISBN 0-8053-7026-9).
- Hideyuki Matsumura (trad. Miles Reid), Commutative Ring Theory, Cambridge, Cambridge University Press, 1987, 320 p. (ISBN 9781139171762, DOI 10.1017/CBO9781139171762, lire en ligne)